# Haus Aspel

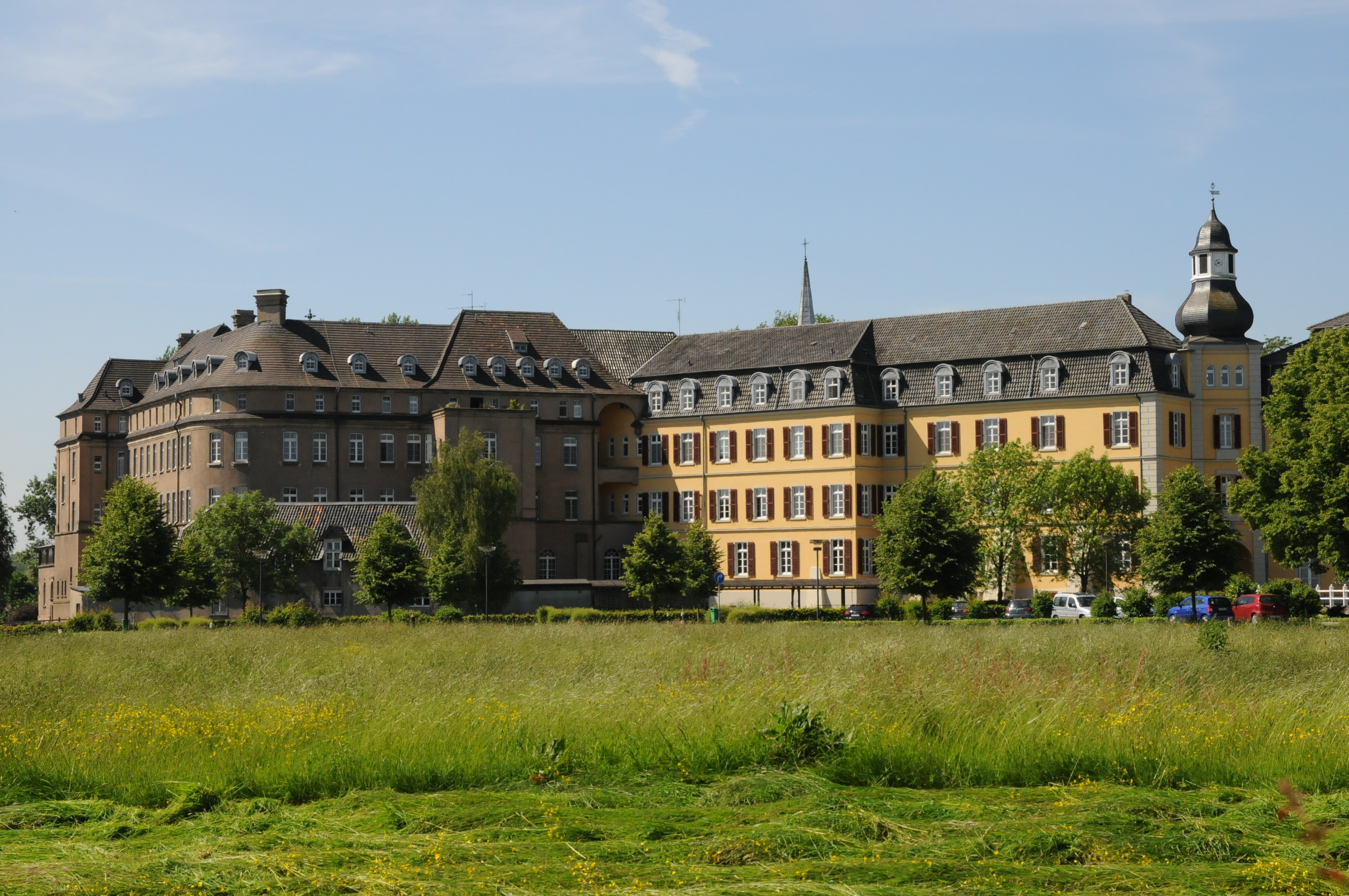
Haus Aspel von Nordosten

Haus Aspel ist ein Schloss im Reeser Stadtteil Haldern im Kreis Kleve, das seit 1850 im Besitz der Töchter vom heiligen Kreuz ist und als Kloster genutzt wird. Die Anlage liegt drei Kilometer nordöstlich von Rees in einer feuchten Niederung am Aspeler Meer, einem Altrheingewässer, das seit 2010 als Naturschutzgebiet ausgewiesen ist. Sie ging aus einer hochmittelalterlichen Motte hervor, deren Hügel zu den größten und besterhaltenen am Niederrhein zählt.
Die Anlage war im 18. und 19. Jahrhundert für fast 100 Jahre im Besitz der Familie von Wittenhorst-Sonsfeld, welche die seinerzeit ruinierten Gebäude 1722 neu errichten ließ. Im 19. und 20. Jahrhundert erweitert und modernisiert, besteht der heutige Gebäudekomplex aus barocken und neobarocken Wohngebäuden sowie einer neugotischen Klosterkirche. Die Gebäude können nicht von innen besichtigt werden, aber die Kirche sowie der Außenbereich des Klosters stehen Besuchern offen.

## Geschichte

### Anfänge
Die Burg Aspel gehörte zu den frühesten Anlagen im Rheinland. Sie wurde in dem zwischen 1020 und 1024 entstandenen Werk De diversitate temporum des Mönchs Alpert von Metz erstmals erwähnt. Der Autor nennt dort einen Godizo, Graf von Aspel und Heimbach, dessen Burg in Aspel aufgrund von Familienstreitigkeiten durch Adalbald II., Bischof von Utrecht, und Balderich von Drenthe erfolglos belagert wurde. Godizo war der Sohn Richizos (auch Richar genannt), eines Verwandten des Gaugrafen Wichmann von Hamaland aus dem Hause der Billunger, und zugleich Neffe des Kölner Erzbischofs Wichfrid. Er hatte nach dem Tod des Vaters im Jahr 973 den niederrheinischen Besitz Richizos geerbt. Es ist bisher nicht geklärt, ob die Burg auf einer Landzunge im Rhein bereits zum Erbe gehörte oder aber erst durch Godizo errichtet wurde. Sie lag gut geschützt in einem unzugänglichen Sumpfgebiet, sodass man kaum an sie herankam. Als Godizo um das Jahr 1011/1012 starb, ging die Vormundschaft über seine beiden kleinen Töchter Irmgard(is) und Irmtrud(is) sowie die Verantwortung für den Besitz an einen Verwandten, Gerhard III. von Metz, „Mosellanus“. Der aber gab die Aspeler Burg an Balderich und schickte seine Mündel mit ihrer Mutter auf die Burg Hengebach in Heimbach. Godizos Witwe heiratete in zweiter Ehe den Ritter Gevehard (Gerhard) von Monterberg, der daraufhin die Burg Aspel von Balderich zurückforderte. Der gab die Anlage aber erst heraus, als er auf der Burg Monterberg bei Kalkar festgesetzt worden war.

### Kurkölnische Landesburg
Nach dem Tod der Mutter wurde die älteste Tochter Irmgard Herrin auf Aspel. Kaiser Heinrich II. soll seine Verwandte auf ihrer Burg im Jahr 1016 besucht haben, so wie auch Irmgards Onkel Papst Leo IX. der Überlieferung nach 1049 in Aspel zu Gast gewesen sein soll. Bei Irmgards kinderlosem Tod vor 1064 folgte ihr die jüngere Schwester Irmtrud als Burgherrin, deren Tochter aus der Ehe mit Rupert I. die Heilige Irmgard von Süchteln war. Um das Jahr 1075 vermachte Irmtrud ihre Besitzungen in Rees, Aspel und Haldern dem Kölner Hochstift und machte Aspel damit zum nördlichsten Stützpunkt Kurkölns, das die Anlage als Landesburg im Kampf gegen die Grafen von Kleve nutzte. 1153 weilte dort wieder hoher Besuch: Erzbischof Arnold II. von Wied hielt sich in jenem Jahr auf Aspel auf. Die Urkunde, aus der dieser Sachverhalt hervorgeht, stellt zugleich den ältesten urkundlichen Beleg für die Aspeler Burg dar. Philipp I. von Heinsberg ließ die Burg 1190 erneuern und Hofgebäude errichten. Allerdings wurde die Anlage nur 48 Jahre später durch den Grafen Dietrich von Kleve eingenommen und zerstört. Möglich war dies aber nur durch Verrat des Burgkastellans. Erzbischöfliche Truppen konnten die Burg aber für das Hochstift zurückerobern und die Besatzer vertreiben. Im anschließenden Friedensschluss musste sich Kleve dazu verpflichten, einen Neubau zu bezahlen. Dieser erfolgte unter dem kurkölnischen Amtmann Rupert von Swansbule (Schwansbell), der die enormen Kosten von 500 Kölner Mark aus eigener Tasche vorstreckte und im Gegenzug und dafür die Zollrechte von Neuss sowie die Burg Volmarstein und die „Insel bei Rees“ erhielt. Der Wiederaufbau war 1243 beendet. Diese Burganlage ist auf einem Fresko in der Agneskapelle des Kölner Doms dargestellt, wonach sie aus einem mächtigen, dreitürmigen zinnenbewehrten Komplex bestanden hat, der von einer hohen Ringmauer mit Doppelturmtor geschützt war. Die Darstellung ist aber wohl stark übertrieben.

### Verpfändungen und Niedergang

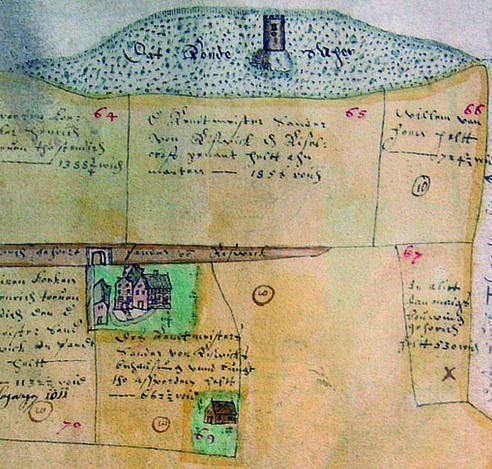
Aspel in einem Deichbuch von 1587

Gegen Ende des 13. Jahrhunderts verlor die Burg Aspel allmählich die militärische Bedeutung für Kurköln und diente anschließend oft als Pfandobjekt. Nach der verlorenen Schlacht von Worringen musste Siegfried von Westerburg die Anlage an Adolf V., den Grafen von Berg, verpfänden. 1321 kam sie als Absicherung an Dietrich Luf III. von Kleve, dem der Erzbischof Heinrich II. von Virneburg die Burg und Grafschaft Hülchrath abgekauft hatte. Die Pfandschaft wurde 1331 wieder eingelöst, ehe Aspel im Jahr 1392 an Adolf III. von der Mark und damit erneut an die Klever Grafen verpfändet wurde, um die exorbitante Summe von 70.000 Gulden für den Kauf der Burg Linn abzusichern. Trotz vielfacher Anstrengungen schaffte es Kurköln anschließend nie mehr, die Verpfändung von 1392 wieder einzulösen. Nach den Bestimmungen des Pfandvertrags war Kleve eigentlich dazu verpflichtet, die Burg angemessen zu unterhalten, tat dies aber nicht, und so setzte ein allmählicher Verfall der Anlage ein. Spätesten 1433 zog der klevische Amtmann Dietrich von der Mark von Aspel auf die Isselburg und führte die Amtsgeschäfte von dort. Erste Abbrüche der Anlage in Aspel geschahen im Jahr 1444. Weitere kamen 1470 hinzu, als der Klever Herzog Johann I. der Stadt Rees erlaubte, 200 Basaltsteine von der verfallenen Burg zum Bau des Mühlenturms der Stadtmauer zu verwenden.

### Frühe Neuzeit
Während die Aspeler Hauptburg immer mehr verfiel, wurde die Vorburg ausgebaut. Seit 1405 war dort ein steinernes Haus bezeugt, das als Lehen vergeben wurde. Zu den zwischen 1470 und 1570 bezeugten Bewohnern zählten die Herren von Töven, Lychendorp, Hasselt, Dugelen und Schriek. An die Familie von Töven erinnert noch heute ein Landstreifen zwischen dem Aspeler Meer, dem Schmalen Meer und der Landstraße zwischen Rees und Wesel, der Tövener Feld genannt wird.

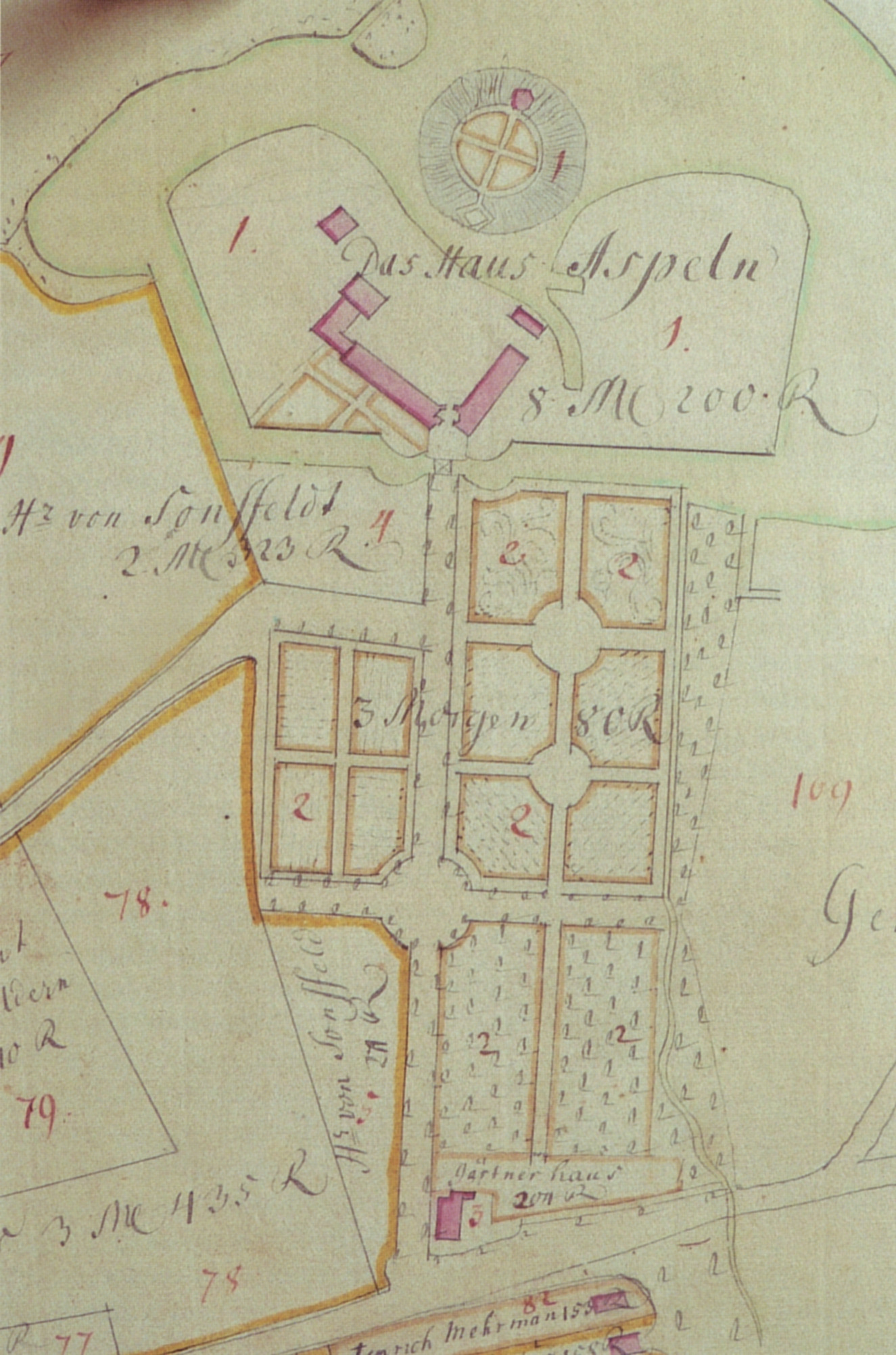
Haus Aspel auf einer Katasterkarte von 1734 mit den heute verschwundenen barocken Gärten

Im Achtzigjährigen Krieg wurde Aspel 1598 von spanischen Soldaten belagert, eingenommen und geplündert. Burg und Vorburg waren danach stark beschädigt, allein die Burgkapelle war vollkommen intakt. Ein ähnliches Schicksal ereilte die Anlage 1682, als französische Truppen sie in Brand schossen, nachdem 1652/1653 im Vorburgbereich Neubauten errichtet worden waren. Bei dem französischen Angriff wurde die bis dahin noch leidlich erhaltene Motte vollends zerstört, und Pflanzen überwucherten die Burginsel. Engelbert von Schriek verkaufte die ruinierten Gebäude samt Landbesitz 1686 an den Generalleutnant Friedrich Wilhelm von Wittenhorst-Sonsfeld, dem auch das nahe gelegene Schloss Sonsfeld gehörte und der 1690 mit Aspel belehnt wurde. Er ließ auf den Fundamenten der alten Gebäude ab 1722 ein Schloss im Stil des Barocks errichten. Am Ort des zuvor runden Torturms entstand ein viereckiger Turm mit zwei Geschossen, der mit einer geschweiften Haube samt Glockenstuhl ausgestattet war. Nordwestlich und südlich schlossen sich dem neuen Turm rechteckige Gebäudeflügel an. Zur Schlossanlage gehörte ein großzügiger Barockgarten nördlich der Gebäude, der heute nicht mehr erhalten ist. Sein Aussehen ist durch eine klevische Katasterkarte aus dem Jahr 1734 überliefert. Diese zeigt, dass auf dem Mottenhügel zu jener Zeit keine Gebäude mehr existierten. Am Hügelfuß ist ein kleines, rundes Gebäude dargestellt, das möglicherweise ein Gartenpavillon war.
Zu Beginn des 19. Jahrhunderts kam Aspel an die holländische Familie van den Broeck. Im Jahr 1831 wurde die Witwe des Johan van den Broeck als Eigentümerin des Anwesens geführt. Deren Tochter Johanna hatte 1808 Friedrich Heinrich von Bernuth, den ersten preußischen Landrat des neuen Kreises Rees, geheiratet und brachte das Erbe an ihren Mann. 1840 verlor die Anlage ihren Status als landtagsfähiger Rittersitz.

### Kloster
1845 zog von Bernuth mit seinem Landratsamt nach Wesel und verkaufte Haus Aspel am 4. Oktober 1850 an den Orden der Töchter vom heiligen Kreuz, der dort am 10. März 1851 seine erste deutsche Niederlassung eröffnete. Nur wenige Wochen später gingen am 4. Mai ein Mädchenpensionat und ein Noviziat in Betrieb. In den folgenden Jahren entwickelte sich in Aspel eine rege Bautätigkeit. In der Zeit von 1856 bis 1859 wurde nach Plänen des Architekten Vincenz Statz eine einschiffige Klosterkirche mit Querhaus im Stil der Neugotik errichtet. Die Grundsteinlegung erfolgte am 14. August 1856, und die Kirche wurde am 30. August 1859 der Unbefleckten Empfängnis sowie der heiligen Irmgard geweiht. Das Mädchenpensionat erfreute sich seit seiner Eröffnung großer Beliebtheit. 1851 hatte man mit fünf Schülerinnen begonnen, nach nur vier Jahren besuchten schon 53 Schülerinnen die Einrichtung. 1860 wurde aufgrund der immer weiter gestiegenen Schülerinnenzahlen ein Neubau erforderlich. Auf den Fundamenten des Nordwest-Flügels wurde der sogenannte Pensionats- oder Schulflügel errichtet.

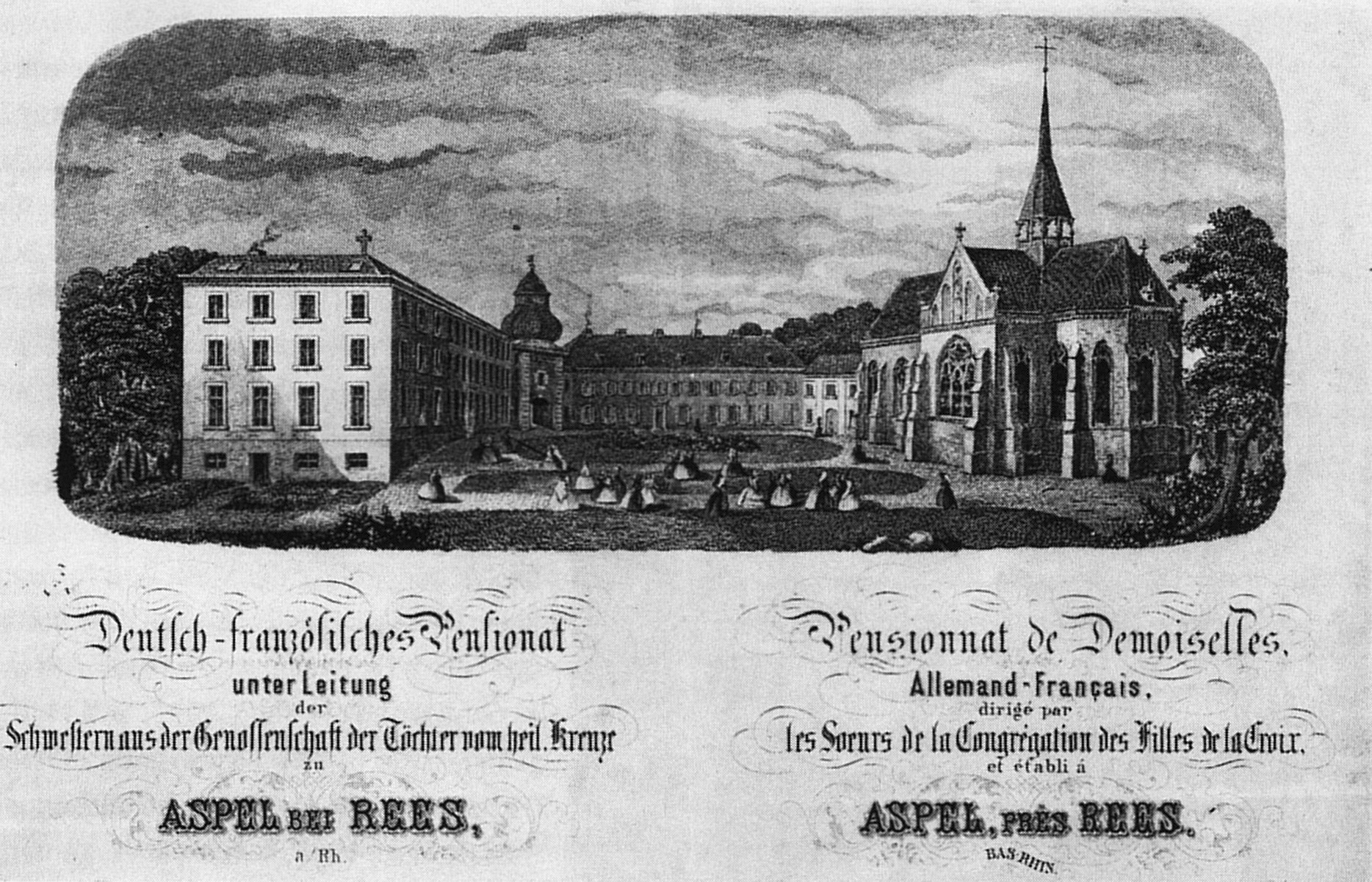
Werbung für das Aspeler Mädchenpensionat

Während des Kulturkampfs musste der Orden das Kloster verlassen, denn ein kaiserliches Edikt verfügte, dass alle Schulunterricht erteilenden Religionsgemeinschaften entweder Deutschland bis zum 1. Oktober 1875 zu verlassen hatten oder sich ab jenem Datum allen Gesetzen der Regierung unterwerfen mussten. Die Schwestern schlossen deshalb das Pensionat zum 31. August 1875 und verlegten den Schulbetrieb ins niederländische Zwanenburg. Später wurde er im belgischen Spa weitergeführt. Das Inventar des Klosters wurde nach Weggang der Nonnen versteigert, Schloss und Park im Jahr 1881 für 55.000 Mark an den Gutsbesitzer Heinrich Holland aus Groin (heute ein Stadtteil von Rees) verkauft. Er veräußerte wegen finanzieller Schwierigkeiten einige zu Aspel gehörende Ländereien und verpachtete die Gebäude an die Schwestern Unserer Lieben Frau von Coesfeld. 1887 gelang es den Töchtern vom heiligen Kreuz Haus Aspel zurückzuerwerben. Die ersten sechs Schwestern kehrten am 21. März 1888 dorthin zurück und nahmen am 26. April den Schulbetrieb mit 38 Mädchen wieder auf. Wegen erneut steigender Schülerinnenzahlen wurde zwischen 1891 und 1893  eine Erweiterung des Schulflügels vorgenommen. Bei ihrer Rückkehr nach Aspel hatten die Schwestern zunächst das ehemalige Noviziat, dessen Gebäude südöstlich der sonstigen Bauten ohne direkte Verbindung zu diesen errichtet worden war, bezogen. Nun wurde auch dieses wieder zu klein, sodass von 1895 bis 1898 ein Neubau errichtet wurde, der die bisherige Lücke zur Klosterkirche schloss. Es entstand damit – wenngleich in kleinerer Form als heute – der sogenannte Klosterhof im Südosten der Schlossanlage.
Erneuter Platzmangel machte einen weiteren Ausbau erforderlich: Im Jahr 1908 wurden Schulflügel, Torturm und der sich diesem südlich anschließende Schlossflügel um zwei Geschosse erhöht und den Flügelbauten Mansarddächer aufgesetzt. 1915 erfolgte der Neubau des Noviziats mit anschließendem Wirtschaftsgebäude, doch die Klosterräumlichkeiten waren bald schon wieder zu klein, sodass zwischen 1925 und 1926 ein großzügiger Umbau des Klosterhofs im Stil des Neobarocks und nach Plänen des Weseler Architekten Hermann Merl vorgenommen wurde. Merl verbreiterte die vorhandenen Bauten um 1–1,2 Meter, indem er neue Außenmauern hochziehen ließ. Es entstand dabei im Erdgeschoss ein hofseitiger Arkadengang, der den Gebäuden einen italienisch inspirierten Aspekt eintrug. Die umgebauten Räumlichkeiten wurden mit modernster Technik ausgestattet. So besaßen sie eine Zentralheizung und Haustelefon. Die Arbeiten begannen am 15. April 1925, die Einweihung fand am 6. Oktober statt. In jener Zeit wurde auch die sogenannte Ökonomie östlich des Klosters zu Bewirtschaftung des landwirtschaftlichen Betriebs gebaut.
Als die Ordensgemeinschaft Aspel 1888 wieder übernommen hatte, war die Klosterkirche in einem baulich schlechten Zustand und wurde als Scheune genutzt. Derweil wieder instand gesetzt, erhielt der einschiffige Bau in den Jahren 1927/1928 – ebenfalls nach Plänen Hermann Merls – zwei niedrige Seitenschiffe.

### Zweiter Weltkrieg und Nachkriegsjahre
Im Zweiten Weltkrieg musste der Orden seinen Besitz erneut aufgeben. Kloster und Schule wurden von der Gestapo am 13. Juli 1941 aufgehoben und die Schwestern dazu gezwungen, die Gebäude binnen zweier Stunden zu verlassen. Es folgte die Enteignung am 30. Januar 1942. Das Anwesen wurde erst von der Nationalsozialistischen Volkswohlfahrt (NSV) und dem Bund Deutscher Mädel (BDM) genutzt, anschließend dienten die Gebäude als Quartier für Evakuierte und als Lazarett, denn nachdem Rees durch Bombenangriffe am 14. und 16. Februar 1945 fast vollkommen zerstört worden war, wurden die noch bewohnbaren Klostergebäude bis 1949 als Ausweichkrankenhaus genutzt. Damit kehrten auch die ersten Töchter vom heiligen Kreuz nach Aspel zurück, denn sie stellten mehrheitlich das Personal in der Reeser Krankenpflege. Trotz der Kennzeichnung des Schlosses durch ein rotes Kreuz wurde es gegen Ende des Krieges durch Artilleriebeschuss schwer beschädigt. Grund dafür war, dass die Wehrmacht den Torturm als Beobachtungsposten nutzte, nachdem ein Hauptmann Hübner mit den Resten eines deutschen Fallschirmbataillons am 12. März Gelände und Gebäude besetzt hatte. Durch das Feuer der Alliierten wurden die Kirche, der Pensionatsflügel, der Torturm sowie das oberste Stockwerk des Schlossflügels stark beschädigt und brannten zum Teil ab.
Am 12. Juni 1945 wurden die Klostergebäude den Kreuzschwestern wieder zurückgegeben. Sie begannen am 2. Mai 1946 wieder mit dem Schulbetrieb, wobei erstmals – und vorerst auch nur in jenem Schuljahr – Jungen zum Unterricht zugelassen waren. Die kriegsbeschädigten Gebäude wurden allmählich wieder hergestellt, so feierte der Orden 1948 Richtfest für das neue Dach der Klosterkirche.

### Haus Aspel bis in die heutige Zeit
1950 wurde das Oberlyzeum in ein Mädchengymnasium umgewandelt und blieb wie in den Vorkriegsjahren sehr erfolgreich. 1962 besuchten 440 Schülerinnen die Einrichtung, von denen 120 im Internat lebten. Allerdings mussten die Aspeler Ordensschwestern verkraften, dass 1967 bzw. 1968 Provinzialat und Noviziat nach Düsseldorf verlegt wurden. Im August 1972 wechselte das Gymnasium in kommunale Trägerschaft, blieb aber auf Haus Aspel. Es firmierte seitdem als „Neusprachliches Gymnasium für Jungen und Mädchen des Schulverbandes Mittleres Kreisgebiet Rees“, denn ab dem Schuljahr 1972/73 war die Einrichtung auch für Jungen zugänglich. 1975 wechselte man zu der einfacheren Bezeichnung „Gymnasium Haus Aspel der Stadt Rees“, das 1986 in das neugebaute städtische Schulzentrum umsiedelte.
Seit 1973 betrieb der Orden eine Altenerholungsstätte in einem Teil des Klosters. Unter hohem finanziellem Aufwand erfolgten weiteren Umbauten, um Haus Aspel auch als Tagungs- und Bildungsstätte nutzen zu können. Den Betrieb der Altenerholung gaben die Schwestern 1990 zugunsten eines „Geistlichen Zentrums“ auf, was auch die Rückkehr des Provinzialats und Noviziats von Düsseldorf nach Aspel mit sich brachte. Den ehemaligen Schulflügel nutzten von 1986 bis 1998 Nonnen der aus Frankreich stammenden Gemeinschaft der Seligpreisungen, die dort ihre erste deutsche Niederlassung unterhielten. Nach deren Weggang eröffneten die Kreuzschwestern in diesem Flügel 2001 das Irmgardisstift, eine Wohn- und Pflegeeinrichtung für ältere Priester und Ordensfrauen, insbesondere für pflegebedürftige Mitglieder der Töchter vom heiligen Kreuz. Da der Unterhalt der Anlage jedoch auf Dauer zu teuer ist und die Baulichkeiten für die damals 60 Ordensschwestern zu groß geworden sind, steht Haus Aspel seit Juli 2012 zum Verkauf. 2017 wurde vorab die Bibliothek verkauft. Im November 2021 beschloss die Ordensleitung, dass die Schwestern bis Ende 2022 Haus Aspel verlassen werden.

## Beschreibung

### Schlossanlage

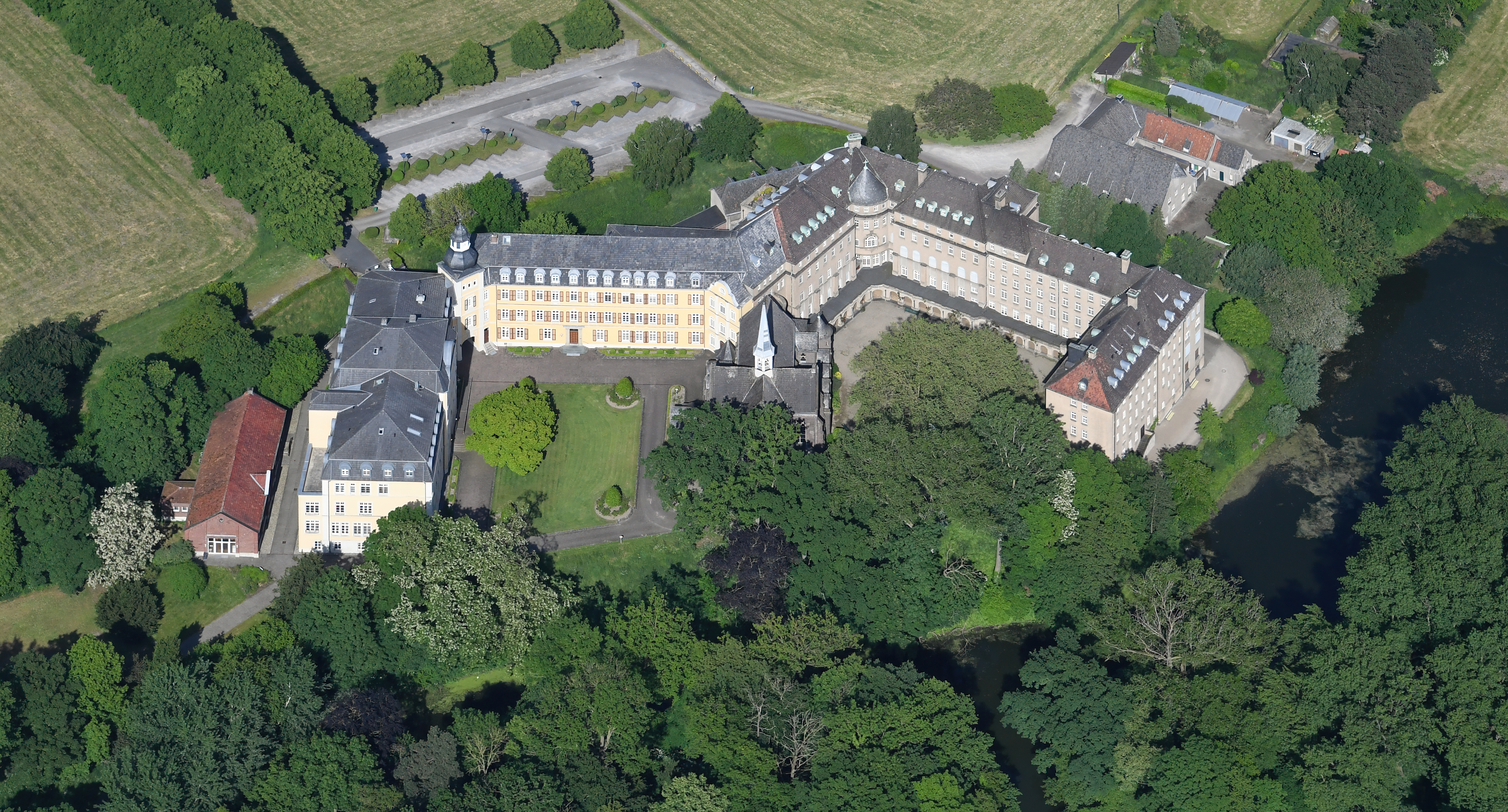
Haus Aspel von Westsüdwesten aus der Luft gesehen

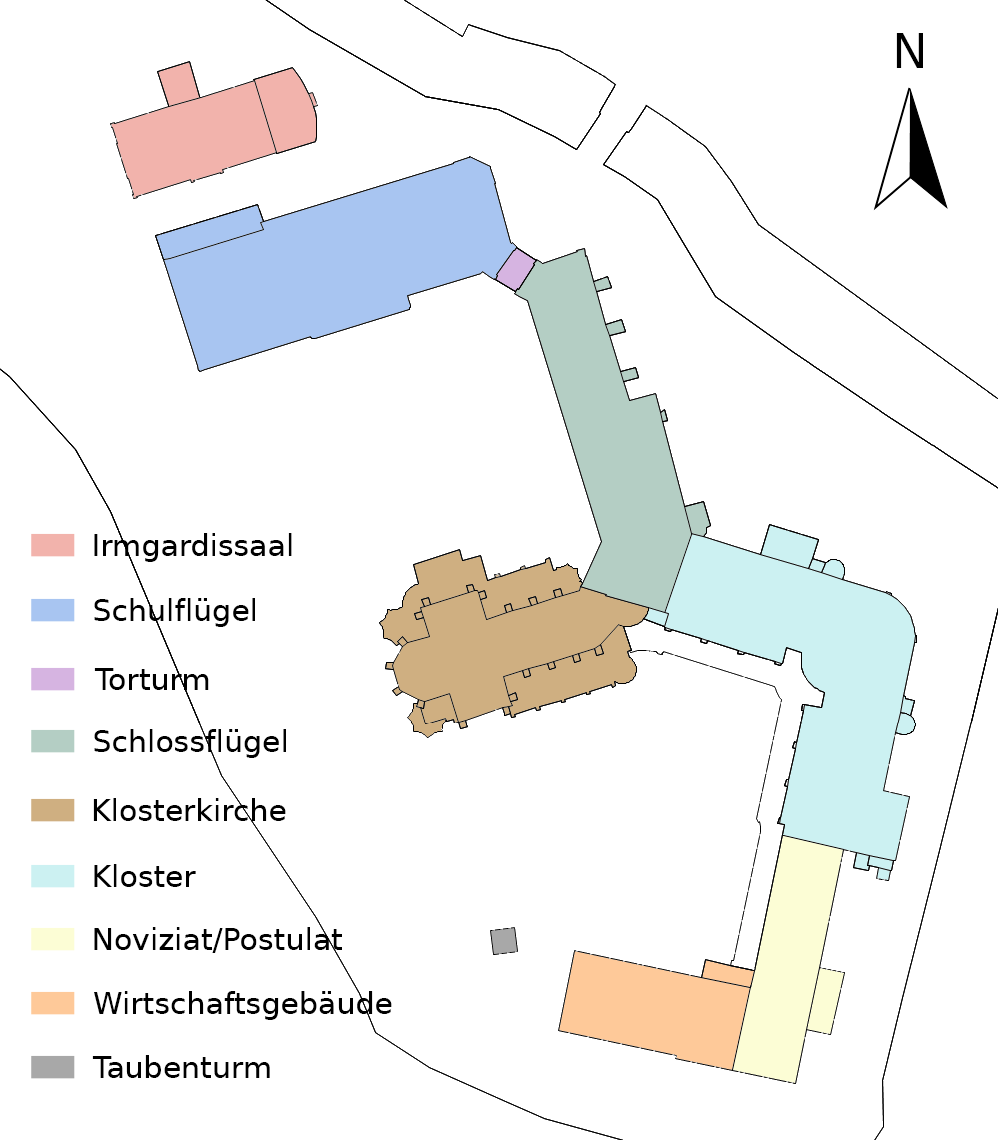
Schematischer Grundriss von Haus Aspel

Haus Aspel ist ein unregelmäßiger Gebäudekomplex, dessen Struktur allmählich und über Jahrhunderte hinweg aus gewachsenem Raumbedarf und erhöhtem Komfortanspruch der Bewohner entstand. An der Westseite des Klosters liegt das Aspeler Meer, das die Anlage dort seeartig umgibt.

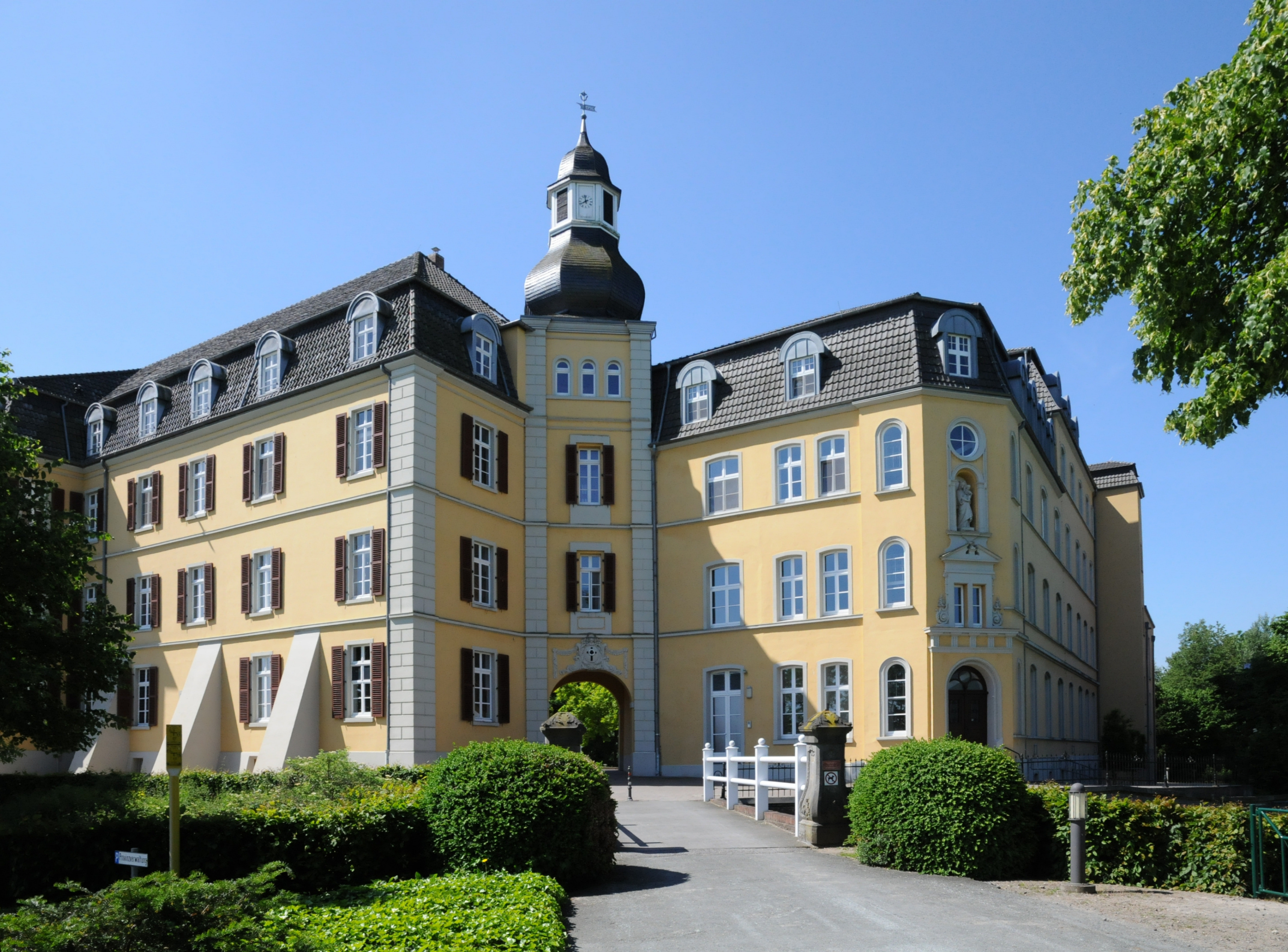
Torturm von Haus Aspel mit den zwei anschließenden Gebäudeflügeln

Von der Bundesstraße 8 führt eine über 270 Meter lange, gerade Lindenallee von Nordosten kommend auf die einstige Vorburg der Anlage zu. Am nördlichen Beginn der Zufahrt steht das heute zu Wohnzwecken genutzte ehemalige Pförtnerhaus. Im Süden endet die Allee auf einer Brücke über den umlaufenden Graben, die auf den viergeschossigen Torturm zuführt. Über dessen rundem Torbogen findet sich in einer Kartusche das Zeichen der Töchter vom heiligen Kreuz, ein schwarzes Kreuz mit einem Kranz aus Elfenbein. In der Tordurchfahrt hängt eine alte Herdplatte, die aus einem ehemaligen als Bäckerei dienenden Seitengebäude stammt. Sie misst 1,27 × 0,61 Meter und zeigt die Initialen M. H. C. Z. C. H. I. B. (Maximilian Heinrich Churfürst Zu Cöln Herzog In Baiern). Über der Tordurchfahrt befindet sich im ersten Stock ein Turmzimmer mit tonnengewölbter Decke. Im Dachgeschoss der 1996 rekonstruierten Zwiebelhaube mit Laterne trägt ein Glockenstuhl eine im Jahr 1793 durch Christian Voigt aus Isselburg gegossene Glocke, die der Freiherr Carl Alexander Theodor Emmanuel von Wittenhorst-Sonsfeld in Auftrag gab. An der hofseitigen Fassade hängt über dem Torbogen eine weitere steinerne Wappenkartusche. Dem Torturm schließen sich im stumpfen Winkel nach Westen und Süden zwei gelbverputzte Gebäudeflügel mit drei Geschossen und Mansarddächern an. Der westliche Flügel beherbergt heute das Imrgardisstift. Nördlich davon steht der Irmgardissaal, ein Rechteckbau aus Backstein, dessen Fassade bei der grundlegenden Renovierung in den 1990er Jahren erhalten wurde. Er dient heute als Veranstaltungssaal. Im südlichen, Schlossflügel genannten Trakt ist heute das Provinzialat der Töchter vom heiligen Kreuz untergebracht. Im Erdgeschoss befinden sich drei herrschaftliche Besucherzimmer mit stuckierten Decken und Wänden. Sie dienten früher als Empfangsräume für Gäste, besonders für Eltern der im Pensionat lebenden Mädchen, die allesamt aus gehobenen Gesellschaftsschichten stammten und eine entsprechende Umgebung für ihre Töchter erwarteten. Unter dem Turm und den Seitenflügeln befinden sich vier Räume mit Tonnengewölbe. Bei ihnen handelt es sich vielleicht um Reste des für 1405 überlieferten steinernen Hauses.
Der Schlossflügel ist an seinem Südende mit jenem Gebäudekomplex verbunden, der gemeinsam mit der Kirche den sogenannten Klosterhof umgibt. Dabei handelt es sich um die einstigen Klostergebäude, das Noviziat und das Postulat sowie die einstigen Wirtschaftsgebäude. Das Aussehen der Bauten ist durch eine strenge Sachlichkeit geprägt, die durch architektonische Details nach italienischen Vorbildern etwas abgemildert wird. Im Erdgeschoss findet sich ein Bogengang mit viereckigen Pfeilern und Rundbögen. Es handelt sich bei ihm um den ehemaligen Kreuzgang, in dem sich 14 durch den Bildhauer Joseph Krautwald gestaltete Leidensstationen Christi befinden. Der Gang besitzt als oberen Abschluss eine aufgesetzte Brüstung. Darüber erstrecken sich in regelmäßigen Abständen Pilaster bis zu den Fenstern des zweiten Stockwerks und enden in einem umlaufenden Gesims, das sich im vierten und fünften Stockwerk wiederholt. Die zum Kloster gehörenden Räumlichkeiten finden sich im Nordflügel sowie im nördlichen Teil des Ostflügels, in deren Winkel ein runder Turm mit Kegeldach steht. Der übrige Teil des östlichen Trakts wird durch das ganz schlicht Noviziat und Postulat eingenommen, während der Südflügel die ehemaligen Wirtschaftsräume beherbergt.
Westlich neben dem ehemaligen Wirtschaftsgebäude steht ein Taubenturm, dessen Dach noch bis Anfang der 1970er Jahre das Wappen der Freiherren von Wittenhorst-Sonsfeld trug. Der Turm ist eine Holzkonstruktion, die auf einem Sockelgeschoss aus Stein ruht.

### Klosterkirche
Die dreischiffige Klosterkirche im Stil der Neugotik stammt im Kern aus dem 19. Jahrhundert und besitzt einige Wandmalereien aus der Zeit um die Wende des 19. zum 20. Jahrhundert. Das hohe, vierjochige Mittelschiff besitzt ein Kreuzrippengewölbe und einen 5/8-Chorschluss. Zwischen den seitlichen Stützpfeilern finden sich Rundbögen, die Zugang zu den Seitenschiffen gewähren. Die Kirche wurde in den 1950er Jahren renoviert und der Altarraum nach Entwürfen des Bildhauers Ernst Rasche neugestaltet. Das Triumphkreuz, der Tabernakel und der Altarleuchter sind Werke der Kölner Künstlerin Hildegard Domizlaff. Im Altarkreuz sind vier Bergkristalle eingelassen, die früher die Füße des Tabernakels waren. Dieses zeigt auf der Front als Relief die Verkündigung der Botschaft an Maria durch den Engel Gabriel. Die Altarweihe fand am 30. Mai 1974 statt und wurde durch Weihbischof Ludwig Averkamp durchgeführt. Bei der Zeremonie wurden Reliquien der frühchristlichen Märtyrer Clarus und Felix in den Altarstein eingelassen. Der Chorraum ist mit drei spitzbogigen Fenstern ausgestattet, die der Kölner Künstler Peter Hecker in den Jahren 1957 bis 1962 schuf. Sie zeigen den wiederauferstandenen Christus, wie er den Kopf des Teufels zertritt, die heilige Irmgard(is) mit der Burg Aspel zu ihren Füßen und Maria mit dem Rosenkranz, einer Waage sowie Rose und Turm. Auch die Fenster des Mittelschiffs wurden von Hecker gestaltet. Sie zeigen alttestamentliche Verheißungsszenen und – gegenüberliegend auf der anderen Seite – deren neutestamentliche Erfüllung.
Dem Mittelschiff wurden 1927/1928 niedrige Seitenschiffe angefügt. Sie besitzen Fächergewölbe im Stil der Tudorgotik und damit Ähnlichkeit zu den Gewölben von Westminster Abbey in London. Durch die geringe Höhe der Seitenschiffe konnten die ursprünglichen Fensteröffnungen des Mittelschiffs erhalten werden, sodass viel Licht in den Innenraum der Kirche fällt.

### Motte
Die Burg Aspel gehörte zum hochmittelalterlichen Burgentyp der Motte (Turmhügelburg). Ihr erhaltener ovale Burghügel steht inmitten des Aspeler Meers. Er misst am Fuß rund 70 × 105 Meter, ist etwa sechs Meter hoch und besitzt oben ein Plateau mit einem Durchmesser von etwa 30 Metern. Wie die Burg ausgesehen hat, ist unbekannt. Im 19. Jahrhundert waren noch Fundamente einer Turmmauer und einer runden Zisterne sichtbar. Der Hügel ist bislang noch nicht durch Grabungen erforscht und heute dicht mit Bäumen bestanden. Er ist als Naturdenkmal geschützt.

### Gärten und Park
Von dem barocken Park sind kaum noch Reste erhalten. In seinen Beeten nach französischem Vorbild wurde vornehmlich Obst und Gemüse angebaut. In einem kleinen Waldstück im ehemaligen Garten steht in der Nähe des einstigen Pförtnerhauses östlich der Zufahrtsallee die Irmgardiskapelle. Sie wurde im Gedenken an das Rheinhochwasser des Winters 1925/26 in neobarocken Formen erbaut und am 29. Juni 1928 geweiht. Der kleine pavillonartige Bau erhebt sich auf einem achteckigen Grundriss und besitzt ein Sterngewölbe mit Oberlicht. Südlich der Kapelle findet sich in unmittelbarer Nachbarschaft der Klosterfriedhof.
Das Gelände innerhalb der Gräben bis zum Aspeler Meer ist als Englischer Landschaftsgarten gestaltet.